# Affrontement de 2023 entre l'Afghanistan et l'Iran
Conséquences du conflit afghan
L'affrontement de 2023 entre l'Afghanistan et l'Iran est survenu le 27 mai 2023 lorsque les forces armées de l'émirat islamique d'Afghanistan et les gardes-frontières (en) iraniens se sont affrontés le long de la frontière entre l'Afghanistan et l'Iran entre la province afghane de Nimroz et la province iranienne du Sistan-et-Baloutchistan.

## Contexte et origine du conflit
Dans le passé, les relations entre la République islamique d'Iran, une théocratie chiite, et l'émirat islamique d'Afghanistan, dont le gouvernement est dominé par des fondamentalistes sunnites appartenant aux talibans, ont toujours été très volatiles.
En outre, Téhéran accuse Kaboul de violer un accord remontant à 1973, régissant le débit du fleuve Helmand. Celui-ci coule sur plus de 1 000 kilomètres, du Wardak afghan à la province iranienne du Sistan-et-Baloutchistan. En vertu de cet accord, l'Iran a un droit d'utilisation de 22 mètres cubes par seconde des eaux du fleuve, plus éventuellement 4 mètres cubes supplémentaires, soit au total quelque 820 millions de mètres cubes par an. Selon Téhéran, l’Afghanistan construit de nouveaux barrages hydroélectriques et d’irrigation, ces changements affecteraient le débit en aval, en Iran, dans une région déjà en proie à la sécheresse. Amir Khan Muttaqi (en), ministre afghan des Affaires étrangères par intérim, a affirmé que les talibans « restaient attachés » au traité de 1973, tout en rappelant que « la sécheresse prolongée en Afghanistan et dans la région ne devait pas être ignorée ».
Enfin, des rapports font état de graves sévices infligés par les autorités iraniennes à l’encontre des réfugiés afghans qui entrent sur son sol. Selon un rapport d’Amnesty International, les forces de sécurité iraniennes ont « tué illégalement » au moins 11 Afghans,.

## Affrontement
La déclaration officielle publiée par les deux parties sur la façon dont les affrontements se sont déroulés différait considérablement, chaque partie accusant l'autre :
- Enayatullah Khwarizmi, porte-parole du ministère afghan de la Défense (en), a déclaré : « Malheureusement, aujourd'hui encore une fois dans les zones frontalières du district de Kang de la province de Nimroz, il y a eu une fusillade par des soldats iraniens, [et] un conflit [...] a éclaté. »[6]
- Ghasem Rezaei (fa), le chef adjoint des forces de l'ordre iraniennes, a déclaré : « Sans respecter les lois internationales et le bon voisinage, les forces talibanes ont commencé à tirer sur le poste de contrôle de Sasuli [...] provoquant une riposte décisive. »

Selon l'agence de presse iranienne Tasnim, les affrontements ont commencé lorsqu'un groupe de trafiquants de drogue armés a tenté de pénétrer en Iran et que les forces iraniennes ont tiré sur eux. Les forces talibanes locales, ignorant ce qui se passait, ont supposé que les forces iraniennes les attaquaient, et un affrontement s'est ensuivi. Les forces talibanes ont alors tenté d'attaquer les villages frontaliers de Sasuli (en), Hatam (en) et Makaki (en), mais ont été repoussées.
Les gardes-frontières iraniens ont fait usage de l'artillerie lors des affrontements, mais ont nié les allégations concernant l'utilisation de missiles.

## Conséquences
L'Iran a rouvert la frontière avec l'Afghanistan au pont d'Abrisham le 28 mai, qui avait été fermée auparavant en raison des affrontements.
L'ambassade d'Iran à Kaboul et les responsables talibans ont ensuite pris contact pour enquêter sur l'incident. Le général iranien Kioumars Heydari (en) et le chef adjoint des forces de l'ordre iraniennes Ghasem Rezaei ont également tenu une réunion conjointe avec des responsables talibans dans la ville de Zabol, discutant de la manière d'empêcher que de tels incidents ne se reproduisent à l'avenir.